# Список вулиць Києва (лінії)
Це список вулиць міста Києва, назви яких починаються на літеру Л (лінії).
До списку входять усі урбаноніми Києва, що містяться в офіційному довіднику «Вулиці міста Києва», затвердженому 2015 року, а також у міській інформаційно-аналітичній системі забезпечення містобудівної діяльності (МІАС ЗМД) «Містобудівний кадастр Києва», довіднику «Вулиці Києва» 1995 року та атласі «Київ до кожного будинку». Назви вулиць, які відсутні в офіційному довіднику, подані курсивом. Проєктні вулиці, що мають код у кадастрі, але не мають назв, у списку не наведені.
У списку вулиці подані за алфавітом. Назви вулиць на честь людей відсортовані за прізвищем (якщо прізвище відсутнє — за іменем) і подаються у форматі Прізвище Ім'я і/або Посада. Якщо вулиця названа за цілісним псевдонімом, то сортування відбувається за першою літерою псевдоніма або імені, тобто Бориса Тена подано на літеру Б, Ганни Барвінок — на Г, Дзиґи Вертова — на Д, Івана Багряного — на І, Кузьми Скрябіна — на К, Лесі Українки — на Л, Марка Вовчка, Марка Черемшини, Миколи Хвильового і Мирослава Ірчана — на М, Олени Пчілки і Остапа Вишні — на О, Панаса Мирного — на П, Юрія Клена — на Ю, Якуба Коласа, Яна Райніса, Янки Купали і Януша Корчака — на Я. Вулиці, що мають, окрім назви, порядковий номер, відсортовані за власною назвою, наприклад 2-й Левадний провулок на літеру Л. Вулиця Радгосп «Совки» розміщена на літеру С, вулиця Міста Шалетт — на літеру Ш. Назви вулиць, що починаються на число (окрім вулиць, зазначених вище), записані словами і подані на відповідну літеру (Восьмого Березня, Першого Травня тощо).
Вулиці з назвами «Садова» (в тому числі «номерні») і лінії виділені в окремі списки.
Станом на 1 січня 2023 року в Києві 2833 урбаноніми, з них:
| - 2059 вулиць; - 533 провулки; - 77 ліній; - 59 площ і майданів; | - 32 проспекти; - 22 бульвари; - 15 узвозів; | - 12 проїздів; - 11 шосе; - 5 доріг; | - 3 алеї; - 3 набережних; - 2 тупики. |

Колір фону у списку залежить від типу урбаноніма.
Після списку існуючих вулиць наведено список зниклих вулиць (вулиць, які були ліквідовані або включені до інших вулиць протягом XX—XXI століть), а також список попередніх назв вулиць, починаючи з 1800 року. Назви перейменованих вулиць, що починаються на число (окрім вулиць, зазначених вище), записані словами і подані на відповідну літеру (Третього Інтернаціоналу, Дев'ятого Січня, Дванадцятого Грудня, Двадцять П'ятого Жовтня, Сорокаріччя Жовтня, П'ятдесятиріччя Жовтня, Шістдесятиріччя Жовтня тощо).

## Вулиці міста Києва
| Назва  | Тип   | Колишні назви | Район        | Місцевість                       | Рік затв.   | Код об'єкта |
| ------ | ----- | ------------- | ------------ | -------------------------------- | ----------- | ----------- |
| 1-ша   | лінія |               | Дніпровський | Воскресенські сади               |             | 12439       |
| 2-га   | лінія |               | Дніпровський | Воскресенка                      |             | 12440       |
| 3-тя   | лінія |               | Дніпровський | Воскресенка                      |             | 12441       |
| 3-тя   | лінія |               | Дніпровський | Воскресенські сади               |             | 12444       |
| 4-та   | лінія |               | Дніпровський | Воскресенські сади               |             | 12442       |
| 5-та   | лінія |               | Дніпровський | Воскресенські сади               |             | 12443       |
| 1-ша   | лінія |               | Оболонський  | Пуща-Водиця                      | поч. XX ст. | 10916       |
| 2-га   | лінія |               | Оболонський  | Пуща-Водиця                      | поч. XX ст. | 10917       |
| 3-тя   | лінія |               | Оболонський  | Пуща-Водиця                      | поч. XX ст. | 10918       |
| 4-та   | лінія |               | Оболонський  | Пуща-Водиця                      | поч. XX ст. | 10919       |
| 5-та   | лінія |               | Оболонський  | Пуща-Водиця                      | поч. XX ст. | 10920       |
| 6-та   | лінія |               | Оболонський  | Пуща-Водиця                      | поч. XX ст. | 10921       |
| 7-ма   | лінія |               | Оболонський  | Пуща-Водиця                      | поч. XX ст. | 10922       |
| 8-ма   | лінія |               | Оболонський  | Пуща-Водиця                      | поч. XX ст. | 10923       |
| 9-та   | лінія |               | Оболонський  | Пуща-Водиця                      | поч. XX ст. | 10924       |
| 10-та  | лінія |               | Оболонський  | Пуща-Водиця                      | поч. XX ст. | 10925       |
| 11-та  | лінія |               | Оболонський  | Пуща-Водиця                      | поч. XX ст. | 10926       |
| 12-та  | лінія |               | Оболонський  | Пуща-Водиця                      | поч. XX ст. | 10927       |
| 13-та  | лінія |               | Оболонський  | Пуща-Водиця                      | поч. XX ст. | 10928       |
| 14-та  | лінія |               | Оболонський  | Пуща-Водиця                      | поч. XX ст. | 10929       |
| 1-ша   | лінія |               | Оболонський  | СТ «Фронтовик»                   |             | 12560       |
| 2-га   | лінія |               | Оболонський  | СТ «Фронтовик»                   |             | 12561       |
| 3-тя   | лінія |               | Оболонський  | СТ «Фронтовик»                   |             | 12562       |
| 4-та   | лінія |               | Оболонський  | СТ «Фронтовик»                   |             | 12563       |
| 5-та   | лінія |               | Оболонський  | СТ «Фронтовик»                   |             | 12564       |
| 6-та   | лінія |               | Оболонський  | СТ «Фронтовик»                   |             | 12565       |
| 7-ма   | лінія |               | Оболонський  | СТ «Фронтовик»                   |             | 12566       |
| 8-ма   | лінія |               | Оболонський  | СТ «Дніпровський-2», «Фронтовик» |             | 12567       |
| 9-та   | лінія |               | Оболонський  | СТ «Дніпровський-2», «Фронтовик» |             | 12718       |
| 1-ша А | лінія |               | Оболонський  | КДТ «Чорнобилець»                |             | 12574       |
| 1-ша   | лінія |               | Оболонський  | КДТ «Чорнобилець»                |             | 12575       |
| 2-га   | лінія |               | Оболонський  | КДТ «Чорнобилець»                |             | 12576       |
| 3-тя   | лінія |               | Оболонський  | КДТ «Чорнобилець»                |             | 12577       |
| 4-та   | лінія |               | Оболонський  | КДТ «Чорнобилець»                |             | 12578       |
| 5-та   | лінія |               | Оболонський  | КДТ «Чорнобилець»                |             | 12579       |
| 6-та   | лінія |               | Оболонський  | КДТ «Чорнобилець»                |             | 12580       |
| 7-ма   | лінія |               | Оболонський  | КДТ «Чорнобилець»                |             | 12581       |
| 8-ма   | лінія |               | Оболонський  | КДТ «Чорнобилець»                |             | 12582       |
| 9-та   | лінія |               | Оболонський  | КДТ «Чорнобилець»                |             | 12583       |
| 10-та  | лінія |               | Оболонський  | КДТ «Чорнобилець»                |             | 12584       |
| 11-та  | лінія |               | Оболонський  | КДТ «Чорнобилець»                |             | 12585       |
| 12-та  | лінія |               | Оболонський  | КДТ «Чорнобилець»                |             | 12586       |
| 13-та  | лінія |               | Оболонський  | КДТ «Чорнобилець»                |             | 12587       |
| 14-та  | лінія |               | Оболонський  | КДТ «Чорнобилець»                |             | 12588       |
| 15-та  | лінія |               | Оболонський  | КДТ «Чорнобилець»                |             | 12719       |
| 16-та  | лінія |               | Оболонський  | КДТ «Чорнобилець»                |             | 12720       |
| 17-та  | лінія |               | Оболонський  | КДТ «Чорнобилець»                |             | 12721       |
| 18-та  | лінія |               | Оболонський  | КДТ «Чорнобилець»                |             | 12589       |
| 1-ша   | лінія |               | Оболонський  | Хутір Редькин                    |             | 12597       |
| 2-га   | лінія |               | Оболонський  | Хутір Редькин                    |             | 12598       |
| 3-тя   | лінія |               | Оболонський  | Хутір Редькин                    |             | 12599       |
| 4-та   | лінія |               | Оболонський  | Хутір Редькин                    |             | 12717       |
| 5-та   | лінія |               | Оболонський  | Хутір Редькин                    |             | 12600       |
| 7-ма   | лінія |               | Оболонський  | Хутір Редькин                    |             | 12601       |
| 8-ма   | лінія |               | Оболонський  | Хутір Редькин                    |             | 12602       |
| 9-та   | лінія |               | Оболонський  | Хутір Редькин                    |             | 12603       |
| 11-та  | лінія |               | Оболонський  | Хутір Редькин                    |             | 12604       |
| 1-ша   | лінія |               | Подільський  | СТ «Більшовик»                   |             | 12467       |
| 2-га   | лінія |               | Подільський  | СТ «Більшовик»                   |             | 12468       |
| 3-тя   | лінія |               | Подільський  | СТ «Більшовик»                   |             | 12469       |
| 4-та   | лінія |               | Подільський  | СТ «Більшовик»                   |             | 12470       |
| 5-та   | лінія |               | Подільський  | СТ «Більшовик»                   |             | 12471       |
| 6-та   | лінія |               | Подільський  | СТ «Більшовик»                   |             | 12472       |
| 7-ма   | лінія |               | Подільський  | СТ «Більшовик»                   |             | 12473       |
| 8-ма   | лінія |               | Подільський  | СТ «Більшовик»                   |             | 12474       |
| 9-та   | лінія |               | Подільський  | СТ «Більшовик»                   |             | 12475       |
| 10-та  | лінія |               | Подільський  | СТ «Більшовик»                   |             | 12476       |
| 11-та  | лінія |               | Подільський  | СТ «Більшовик»                   |             | 12477       |
| 12-та  | лінія |               | Подільський  | СТ «Більшовик»                   |             | 12478       |
| 13-та  | лінія |               | Подільський  | СТ «Більшовик»                   |             | 12479       |
| 14-та  | лінія |               | Подільський  | СТ «Більшовик»                   |             | 12480       |
| 15-та  | лінія |               | Подільський  | СТ «Більшовик»                   |             | 12481       |
| 1-ша   | лінія |               | Подільський  | СТ «Дружба»                      |             | 12487       |
| 2-га   | лінія |               | Подільський  | СТ «Дружба»                      |             | 12488       |
| 3-тя   | лінія |               | Подільський  | СТ «Дружба»                      |             | 12489       |
| 4-та   | лінія |               | Подільський  | СТ «Дружба»                      |             | 12490       |
| 5-та   | лінія |               | Подільський  | СТ «Дружба»                      |             | 12491       |